# Alain Gunia
Pour les articles homonymes, voir Gunia.
Alain Gunia, né le 27 novembre 1966 à Clermont-Ferrand, est un footballeur français. Il a évolué au poste de défenseur du milieu des années 1980 au début des années 2000. 

## Biographie
Il joue 267 matchs en Division 2 de 1989 à 2001. Il en dispute notamment 212 avec le Red Star 93.
En janvier 2002, il est diplômé du DEF (Diplôme d'entraîneur de football). 

## Palmarès
- National (D3) : Troisième en 2000 avec l'Angers Sporting Club de l'Ouest